# Acrobasis atrisquamella
Acrobasis atrisquamella is een vlinder van de familie van de snuitmotten (Pyralidae). De wetenschappelijke naam van deze soort is voor het eerst voorgesteld door Émile Louis Ragonot in een publicatie uit 1887.
De soort komt voor in Turkije en Iran.